# Loughborough
Loughborough Kelet-Közép-Anglia (angolul East Midlands) régiójának Leicestershire megyéjében található város, a Loughborough University székhelye. 2004-ben mintegy 57 600 lakosa volt. Közel van Nottingham és Derby városokhoz. Híres harangöntődéjéről, gyapjú- és pamutszövészetéről, valamint csipke- és tüllkészítéséről.

## Testvérvárosok
- Épinal, Franciaország
- Gembloux, Belgium
- Schwäbisch Hall, Németország
- Zamość, Lengyelország
- Bhávnagar, India

## Hírességek
Itt született John Paget, gazdálkodó és író, aki miután 1836-ban feleségül vette Wesselényi Polixénát, Erdélybe költözött, és magyarrá lett. A kolozsvári Házsongárdi temetőben van eltemetve.